# Halloween on Spooner Street
"Halloween on Spooner Street" (titulado Noche de brujas en la Calle Spooner en Hispanoamérica y Halloween en la calle Spooner en España) es el quinto episodio de la novena temporada de la serie de televisión de comedia animada Padre de familia. Fue estrenado en FOX en los Estados Unidos el 7 de noviembre de 2010. En el episodio Stewie y Brian salen a las calles para pedir dulce-o-truco el día de Halloween, pero Stewie es atacado por unos bravucones que se llevan sus dulces, entonces él y Brian deciden a traerlos de vuelta. Mientras tanto, Peter y Joe le hacen bromas a Quagmire. El episodio es el único especial de Halloween de la serie, así como uno de los episodios de tener tres subtramas.
El episodio fue escrito por Andrew Goldberg y dirigido por Jerry Langford.

## Argumento
El objetivo para bromas de Peter y Joe para el día de Halloween de ese año es Glenn Quagmire. Esto incluye bombardearlo con huevos, Joe vistiéndose como una chica y durmiendo con él, e incluso infectandolo con una enfermedad desconocida transportada por un mosquito de Senegal. Al regresar a casa, Peter elogia a Quagmire por ser un buen deportista y los dos deciden ir a beber. Joe es llamado para vigilar las calles, pues el día de Halloween es cuando más adolescentes que buscan beber hay en la calle, Peter y Quagmire le piden acompañarlo, Acordando hacerlo sólo si se quedan en su coche, Peter y Quagmire pronto se convierten en una molestia. Finalmente. conducen a una antigua pista de aterrizaje donde descubren un Mitsubishi Zero, que es un avión de combate japonés usado durante la Segunda Guerra Mundial. Quagmire vuela junto con los dos en el cielo y eventualmente los lleva en una inmersión de alta velocidad en el océano cerca de Quahog Harbor, deteniéndose a pocos centímetros de estrellarse afirmando que era una venganza por tener relaciones sexuales con Joe.
Mientras tanto, Stewie descubre que es dulce-o-truco, y pronto quiere participar en la actividad. Decidiendo vestirse como un patito, él es posteriormente intimidado por un grupo de tres chicos mayores que roban sus dulces. Busca a Brian, Stewie lo culpa por no ayudarlo cuando le robaron sus dulces y lo convence para robar de nuevo los caramelos a los bravucones. Brian se acerca a ellos y le pide amablemente los dulces de Stewie, pero ellos lo pintan totalmente de rosa. En busca de venganza, Stewie medio sugiere en broma a Brian que maten los agresores, a pesar de que ambos están de acuerdo en realidad no puede hacer eso. Cuando su plan para amenazar con una falla de su Bazuca (y termina por matar a un monstruo similar a Godzilla en su lugar), Stewie va al "Plan B", y comienza a llorar a su madre. Lois se enfrenta a la madre de Justin, el líder bravucón y ella se convierte en bravucona en su lugar, exigiendo dulces de Stewie, al igual que exigie los dulces de Justin, y $40. Pero debido a lamamá de Justin no tiene dinero, Lois toma su alfombra de bienvenida y dice que va a estar de vuelta mañana por $ 80.
La misma noche, Meg decide ir a dulce-o-truco con sus amigas y va a asistir a una fiesta en casa de Connie D'Amico, que también está la presencia de Bill Clinton. Emocionada nadie puede ver a través de su traje de gata cachonda (incluso su padre, Peter, que pasaba por el lugar de la fiesta en la patrulla junto con Joe y Quagmire las llama "¡¡Perras feas!!"). Meg gana finalmente al girar la botella, y (sin que ella lo sepa) comienza a besarse con su hermano en un armario oscuro con Chris que llevaba un traje de Optimus Prime. Cuando Connie abre el armario después de que se acaparan el armario por mucho tiempo, los hermanos se sorprenden de inmediato ante la revelación.
Durante los créditos, Stewie y Brian recuerdan la noche al ordenar sus dulces así como Meg y Chris llegan a casa. Ambos dicen que con éxito obtuvieron una cita esa noche. Meg dice que su cita podría llamarle de nuevo, Chris contesta que tal vez se decepcione.